# Buys-Ballot-Medaille
Die Buys-Ballot-Medaille (niederländisch Buys Ballot Medaille) wird zu Ehren von Christoph Buys Ballot einmal pro Dekade von der Königlich Niederländischen Akademie der Wissenschaften an Persönlichkeiten verliehen, die herausragende Leistungen auf dem Gebiet der Meteorologie erbracht haben.

## Preisträger
- 1893 – Julius von Hann, Österreich-Ungarn
- 1903 – Richard Aßmann und Arthur Berson, Deutsches Reich
- 1913 – Hugo Hergesell, Deutsches Reich
- 1923 – Napier Shaw, Vereinigtes Königreich
- 1933 – Vilhelm Bjerknes, Norwegen
- 1948 – Sverre Petterssen, Norwegen
- 1953 – Gustav Swoboda (1893–1956), Tschechoslowakei
- 1963 – Erik Palmén, Finnland
- 1973 – Joseph Smagorinsky, USA
- 1982 – Aksel Wiin-Nielsen (1924–2010), Dänemark
- 1995 – Veerabhadran Ramanathan, USA
- 2004 – Edward N. Lorenz, USA
- 2014 – Brian Hoskins, Vereinigtes Königreich
- 2023 – Sandrine Bony, Frankreich